# Elisabeta Ionescu
Elisabeta Ionescu (n. 20 martie 1953, București – d. 7 iunie 2019, București) a fost o handbalistă română, care a jucat pentru echipa națională a României pe postul de portar.

## Biografie
Elisabeta Ionescu a fost componentă a selecționatei României care a câștigat medalia de argint la Campionatul Mondial de Handbal Feminin din 1973, desfășurat în Iugoslavia și a selecționatei României care s-a clasat pe locul patru la Campionatul Mondial de Handbal Feminin din 1975, desfășurat în URSS.
În urma unei ședințe de analiză cu toți antrenorii echipelor de handbal feminin, desfășurată în 1975, după Campionatul Mondial, s-a stabilit prin vot deschis clasamentul pe posturi din lotul lărgit al selecționatei României. Clasamentul portarilor a fost următorul: Lidia Stan (37 voturi), Elisabeta Ionescu (30 voturi), Viorica Ionică (20 de voturi), Clara Bartok (10 voturi), Doina Copotz (8 voturi). În 1976, cele 22 de jucătoare alese prin vot au fost urmărite în meciuri de pregătire și din campionatul intern, iar lotul a fost restrâns apoi la 16 jucătoare cu care s-a atacat etapa finală de omogenizare și pregătire.
Astfel, în final, Elisabeta Ionescu a fost selectată să facă parte din naționala de 14 handbaliste a României care a obținut locul patru la Jocurile Olimpice de vară din 1976, desfășurate la Montreal. Ea a jucat în toate cele cinci meciuri.
Elisabeta Ionescu fost chemată pentru prima dată în 1971 la echipa națională a României, pentru care a evoluat în total în 81 de partide.

## Palmares
Echipa națională
- Campionatul Mondial:
  -  Medalie de argint: 1973

## Distincții
În 1976, Elisabetei Ionescu i s-a conferit titlul de „Maestru al Sportului” pentru locul 4 obținut la Olimpiadă, iar în 1998, titlul de „Maestru Emerit al Sportului” pentru medalia de argint obținută la Campionatul Mondial din 1973.

### Decorații
- Medalia „Meritul Sportiv” clasa I (18 august 1976) „pentru rezultatele deosebite obținute la Jocurile olimpice de vară de la Montreal – 1976, precum și pentru contribuția adusă la dezvoltarea activității sportive și la creșterea prestigiului sportului românesc pe plan internațional”[7][8]